# Cyrus Frisch
Cyrus Frisch (* 1969 in Amsterdam) ist ein niederländischer Avantgarde-Filmemacher, Bühnenautor und Dramatiker.

## Leben
Sein Debütfilm Forgive me, eine Kritik an der heutigen „Reality-Fernsehkultur“, hatte Premiere beim Internationalen Filmfestival Rotterdam (2001) und machte ihn als kontroversen Filmemacher bekannt. Frisch selbst spielte die Hauptrolle in diesem Film. Dabei gab er einen teuflischen Filmregisseur ohne ethische Grenzen auf der Suche nach dem ultimativen, aufregenden (fiktionalen) Film. Er setzte als Schauspieler eine Gruppe (realer) sozialer Außenseiter und Menschen mit geistiger Behinderung ein.
Frisch hat den ersten fiktionalen Feature Film mit einer Handy-Kamera gedreht: Why Didn’t Anybody Tell Me It Would Become This Bad in Afghanistan wurde auf verschiedenen Filmfestivals gezeigt: auf dem Internationalen Filmfestival Rotterdam 2007, dem Tribeca Film Festival 2007, dem San Francisco International Film Festival 2007 und Pesaro 2007. Nach Absolvierung der Niederländischen Film Akademie im Jahr 1992 wurde Frisch für den Grolsch Preis nominiert, einem der renommiertesten Film-Preise in den Niederlanden.
2009 beendete Frisch Dazzle (auch bekannt als „Oogverblindend“), einen Film, den er 15 Jahre vorher begonnen hatte, mit den niederländischen Filmstars Georgina Verbaan und Rutger Hauer in den Hauptrollen. Dazzle ist Hauers erster Film in seinem Heimatland in 29 Jahren.

## Presseecho
Das Filmmaker Magazin bezeichnete ihn als den „Wilden Mann“ des niederländischen Films. Laut Holland Film ist Frisch zurzeit einer der gewagtesten Filmemacher, der in den Niederlanden arbeitet.
Indiewire’s Eric Kohn beschreibt Dazzle als eine supercoole filmische Herausforderung. Ein Thriller wie Polanskis Repulsion gefüllt mit der Ästhetik eines Chris Marker Tagebuch-Films. Laut des Tribeca Filmfestival-Katalogs kreierte Frisch in Dazzle seine eigene, einzigartige Vision eines sozial engagierten Kinos.
Laut der niederländischen Zeitung Trouw hat Frisch in [dem Film Why Didn’t Anybody Tell Me It Would Become This Bad in Afghanistan] den Irrsinn der westlichen Gesellschaft heutzutage genauso präzise aufgezeigt wie Polanski in den 1960er Jahren mit seinem Film Repulsion (31. Mai 2007). Im Film Comment Magazin (März/April 2010) schreibt Olaf Muller, dass Frischs Filme „den Stumpfsinn der Gesellschaft entlarven und offen legen“.

## Filmografie
- 2007: Why Didn’t Anybody Tell Me It Would Become This Bad in Afghanistan / Waarom heeft niemand mij verteld dat het zo erg zou worden in Afghanistan
- 2008: Blackwater Fever
- 2009: Dazzle (aka Oogverblindend)
- Ellen ten Damme  Stay (Musikvideo)
- Forgive Me (Spielfilm) (2001)
- Geen titel (medium-length documentary film) (1996)
- I shall honour your life (short documentary film) (1996)
- Live Experimenteren (mittellanger Dokumentarfilm) (1995)
- Selfpity / Zelfbeklag (Experimentalfilm) (1993)
- Welcome 2 (Kurzfilm) (1992)
- Screentest (Kurzfilm) (1992)
- Welcome 1 (Kurzfilm) (1991)
- De Kut van Maria (Kurzfilm) (1990)

## Theaterstücke
- Gharb, A short, sharp, blast of a play. 2004.